# Giải đua ô tô Công thức 1 Emilia Romagna 2022
Giải đua ô tô Công thức 1 Emilia Romagna 2022 (tên chính thức là Formula 1 Rolex Gran Premio del Made in Italy e dell'Emilia-Romagna 2022) là một chặng đua Công thức 1 được tổ chức vào ngày 24 tháng 4 năm 2022 tại trường đua Imola ở Imola, Ý. Đây là chặng đua đầu tiên của mùa giải 2022 khi thể thức đua sprint được sử dụng lần đầu tiên.

## Bối cảnh
Charles Leclerc là người dẫn đầu Giải vô địch các tay đua sau chặng đua trước ở Úc với 71 điểm, hơn George Russell 34 điểm ở vị trí thứ hai, với Carlos Sainz Jr. ở vị trí thứ ba, kém Russell bốn điểm. Trong bảng xếp hạng các đội đua, Ferrari dẫn trước Mercedes 39 điểm và 49 điểm trước Red Bull Racing.

## Tường thuật

### Buổi tập
Buổi tập đầu tiên bắt đầu lúc 13:30 giờ địa phương (UTC+02:00) vào thứ Sáu, ngày 22 tháng 4. Buổi tập thứ hai bắt đầu lúc 12:30 giờ địa phương vào ngày 23 tháng 4. Vào buổi tập đầu tiên, Charles Leclerc lập thời gian nhanh nhất trước Carlos Sainz Jr. và Max Verstappen. Buổi tập này bị gián đoạn hai lần do điều kiện ẩm ướt và những cú xoay xe ở góc cua thứ 12 của Lando Norris và Valtteri Bottas. Trong buổi tập thứ hai, George Russell lập thời gian nhanh nhất trước Sergio Pérez và Leclerc.

### Vòng phân hạng
Vòng phân hạng bao gồm ba phần với thời gian 45 phút. Trong phần đầu tiên của vòng phân hạng (Q1), các tay đua có 18 phút để tiếp tục tham gia vòng phân hạng. Tất cả các tay đua đã đạt được thời gian trong phần đầu tiên tối đa 107% thời gian nhanh nhất đều đủ điều kiện tham dự cuộc đua. Trong phần này, 15 tay đua dẫn đầu lọt vào phần tiếp theo. Leclerc lập thời gian nhanh nhất trong khi các cặp tay đua của Williams và AlphaTauri cũng như Esteban Ocon bị loại.
Phần thứ hai (Q2) kéo dài 15 phút và mười tay đua nhanh nhất lọt vào phần thứ ba của vòng phân hạng. Verstappen là tay đua với thời gian nhanh nhất trong khi cặp tay đua của Mercedes cũng như Mick Schumacher, Lance Stroll và Chu Quán Vũ đã bị loại. Lần đầu tiên kể từ giải đua ô tô Công thức 1 Nhật Bản 2012, cả hai tay đua của Mercedes đều không thể vượt qua phần cuối cùng của vòng phân hạng.
Phần cuối cùng (Q3) kéo dài mười hai phút và trong đó mười vị trí xuất phát đầu tiên được xác định sẵn. Phần này bị gián đoạn nhiều lần do Kevin Magnussen, Bottas và Norris gặp sự cố. Với thời gian là 1:27,999 phút, Verstappen lập thời gian nhanh nhất trước Leclerc và Norris. Đó là vị trí pole đầu tiên của Verstappen ở Ý.

### Cuộc đua sprint
Max Verstappen xuất phát tệ và để Charles Leclerc dẫn đầu trong khi Pierre Gasly đâm Chu Quán Vũ ở góc cua thứ 9 khiến Gasly bị thủng lốp và Chu Quán Vũ phải bỏ cuộc đó khiến xe an toàn được triển khai. Trong những vòng đua đầu tiên, Leclerc đã cố gắng hết sức để giữ Verstappen ngoài phạm vi DRS nhưng lốp bắt đầu bị mòn. Ở vòng đua thứ 19, Verstappen đã có thể vượt qua Leclerc ở góc cua thứ 1 với hệ thống DRS để giành chiến thắng ở cuộc đua sprint. Leclerc về thứ nhì trước Sergio Pérez về thứ ba trong khi Carlos Sainz Jr. về thứ tư. Với kết quả này, Sainz trở lại vị trí thứ hai trên bảng xếp hạng các tay đua trong khi Verstappen tăng từ vị trí thứ 6 lên thứ 5 khi cả hai tay đua của Mercedes là George Russell và Lewis Hamilton đều không ghi điểm.

## Kết quả

### Vòng phân hạng
| Vị trí                   | Số xe | Tay đua          | Đội đua                      | Thời gian           | Thời gian | Thời gian           | Vị trí xuất phát |
| Vị trí                   | Số xe | Tay đua          | Đội đua                      | Q1                  | Q2        | Q3                  | Vị trí xuất phát |
| ------------------------ | ----- | ---------------- | ---------------------------- | ------------------- | --------- | ------------------- | ---------------- |
| 1                        | 1     | Max Verstappen   | Red Bull Racing-RBPT         | 1:19.295            | 1:18.793  | 1:27.999            | 1                |
| 2                        | 16    | Charles Leclerc  | Ferrari                      | 1:18.796            | 1:19.584  | 1:28.778            | 2                |
| 3                        | 4     | Lando Norris     | McLaren-Mercedes             | 1:20.168            | 1:19.294  | 1:29.131            | 3                |
| 4                        | 20    | Kevin Magnussen  | Haas-Ferrari                 | 1:20.147            | 1:19.902  | 1:29.164            | 4                |
| 5                        | 14    | Fernando Alonso  | Alpine-Renault               | 1:20.198            | 1:19.595  | 1:29.202            | 5                |
| 6                        | 3     | Daniel Ricciardo | McLaren-Mercedes             | 1:19.980            | 1:20.031  | 1:29.742            | 6                |
| 7                        | 11    | Sergio Pérez     | Red Bull Racing-RBPT         | 1:19.773            | 1:19.296  | 1:29.808            | 7                |
| 8                        | 77    | Valtteri Bottas  | Alfa Romeo-Ferrari           | 1:20.419            | 1:20.192  | 1:30.439            | 8                |
| 9                        | 5     | Sebastian Vettel | Aston Martin Aramco-Mercedes | 1:20.364            | 1:19.957  | 1:31.062            | 9                |
| 10                       | 55    | Carlos Sainz Jr. | Ferrari                      | 1:19.305            | 1:18.990  | Không lập thời gian | 10               |
| 11                       | 63    | George Russell   | Mercedes                     | 1:20.383            | 1:20.757  |                     | 11               |
| 12                       | 47    | Mick Schumacher  | Haas-Ferrari                 | 1:20.422            | 1:20.916  |                     | 12               |
| 13                       | 44    | Lewis Hamilton   | Mercedes                     | 1:20.470            | 1:21.138  |                     | 13               |
| 14                       | 24    | Chu Quán Vũ      | Alfa Romeo-Ferrari           | 1:19.730            | 1:21.434  |                     | 14               |
| 15                       | 18    | Lance Stroll     | Aston Martin Aramco-Mercedes | 1:20.342            | 1:28.119  |                     | 15               |
| 16                       | 22    | Yuki Tsunoda     | AlphaTauri-RBPT              | 1:20.474            |           |                     | 16               |
| 17                       | 10    | Pierre Gasly     | AlphaTauri-RBPT              | 1:20.732            |           |                     | 17               |
| 18                       | 6     | Nicholas Latifi  | Williams-Mercedes            | 1:21.971            |           |                     | 18               |
| 19                       | 31    | Esteban Ocon     | Alpine-Renault               | 1:22.338            |           |                     | 19               |
| Thời gian 107%: 1:24.311 |       |                  |                              |                     |           |                     |                  |
| —                        | 23    | Alexander Albon  | Williams-Mercedes            | Không lập thời gian |           |                     | 201              |

Chú thích:
- ^1  – Alexander Albon không lập được thời gian nhưng được ban quản lý cho phép tham gia cuộc đua.[7]

### Cuộc đua sprint
| Vị trí                                                                                | Số xe | Tay đua          | Đội đua                      | Số vòng | Thời gian/ Bỏ cuộc | Vị trí xuất phát | Số điểm | Vị trí xuất phát cho cuộc đua |
| ------------------------------------------------------------------------------------- | ----- | ---------------- | ---------------------------- | ------- | ------------------ | ---------------- | ------- | ----------------------------- |
| 1                                                                                     | 1     | Max Verstappen   | Red Bull Racing-RBPT         | 21      | 30:39.567          | 1                | 8       | 1                             |
| 2                                                                                     | 16    | Charles Leclerc  | Ferrari                      | 21      | +2.975             | 2                | 7       | 2                             |
| 3                                                                                     | 11    | Sergio Pérez     | Red Bull Racing-RBPT         | 21      | +4.721             | 7                | 6       | 3                             |
| 4                                                                                     | 55    | Carlos Sainz Jr. | Ferrari                      | 21      | +17.578            | 10               | 5       | 4                             |
| 5                                                                                     | 4     | Lando Norris     | McLaren-Mercedes             | 21      | +24.561            | 3                | 4       | 5                             |
| 6                                                                                     | 3     | Daniel Ricciardo | McLaren-Mercedes             | 21      | +27.740            | 6                | 3       | 6                             |
| 7                                                                                     | 77    | Valtteri Bottas  | Alfa Romeo-Ferrari           | 21      | +28.133            | 8                | 2       | 7                             |
| 8                                                                                     | 20    | Kevin Magnussen  | Haas-Ferrari                 | 21      | +30.712            | 4                | 1       | 8                             |
| 9                                                                                     | 14    | Fernando Alonso  | Alpine-Renault               | 21      | +32.278            | 5                |         | 9                             |
| 10                                                                                    | 47    | Mick Schumacher  | Haas-Ferrari                 | 21      | +33.773            | 12               |         | 10                            |
| 11                                                                                    | 63    | George Russell   | Mercedes                     | 21      | +36.284            | 11               |         | 11                            |
| 12                                                                                    | 22    | Yuki Tsunoda     | AlphaTauri-RBPT              | 21      | +38.298            | 16               |         | 12                            |
| 13                                                                                    | 5     | Sebastian Vettel | Aston Martin Aramco-Mercedes | 21      | +40.177            | 9                |         | 13                            |
| 14                                                                                    | 44    | Lewis Hamilton   | Mercedes                     | 21      | +41.459            | 13               |         | 14                            |
| 15                                                                                    | 18    | Lance Stroll     | Aston Martin Aramco-Mercedes | 21      | +42.910            | 15               |         | 15                            |
| 16                                                                                    | 31    | Esteban Ocon     | Alpine-Renault               | 21      | +43.517            | 19               |         | 16                            |
| 17                                                                                    | 10    | Pierre Gasly     | AlphaTauri-RBPT              | 21      | +43.794            | 17               |         | 17                            |
| 18                                                                                    | 23    | Alexander Albon  | Williams-Mercedes            | 21      | +48.871            | 20               |         | 18                            |
| 19                                                                                    | 6     | Nicholas Latifi  | Williams-Mercedes            | 21      | +52.017            | 18               |         | 19                            |
| Bỏ cuộc                                                                               | 24    | Chu Quán Vũ      | Alfa Romeo-Ferrari           | 0       | Va chạm            | 14               |         | Làn pit1                      |
| Vòng đua nhanh nhất: Sergio Pérez (Red Bull Racing-RBPT) – 1:19.012 (vòng đua thứ 14) |       |                  |                              |         |                    |                  |         |                               |

Chú thích:
- ^1  – Chu Quán Vũ buộc phải xuất phát ở làn pit do xe của anh được sửa đổi do va chạm với Pierre Gasly.[8][9]